# Campeonato de Apertura de Chile 1937
El Campeonato de Apertura de Chile 1937 o Copa Apertura Aliviol fue la 3° edición de la antigua copa doméstica profesional de fútbol de Chile, correspondiente a la temporada 1937.
Su organización estuvo a cargo de la Asociación de Football Profesional de Santiago, se jugó desde abril hasta mayo de 1937 y contó con la participación de ocho equipos.
El campeón fue Magallanes, que, con una victoria por 1-0 ante Audax Italiano en la final, se adjudicó su primer título del Campeonato de Apertura de Chile.

## Datos de los equipos participantes
Participaron ocho equipos en total: seis de los siete que integraron la Primera División de Chile 1937, más una selección de la Serie B Profesional y una selección de la Serie A Amateur.
| Equipo                              |
| ----------------------------------- |
| Audax Italiano                      |
| Badminton                           |
| Colo-Colo                           |
| Magallanes                          |
| Santiago Morning                    |
| Unión Española                      |
| Selección de la Serie B Profesional |
| Selección de la Serie A Amateur     |

## Desarrollo
|  | Cuartos de final                    | Cuartos de final |                  |                | Semifinales | Semifinales |           |              | Final            | Final |  |
|  | 18 de abril                         | 18 de abril      |                  |                | 25 de abril | 25 de abril |           |              |                  |       |  |
|  |                                     |                  |                  |                |             |             |           |              |                  |       |  |
|  |                                     |                  |                  |                |             |             |           |              |                  |       |  |
|  | Magallanes                          | 5                |                  |                |             |             |           |              |                  |       |  |
|  | Magallanes                          | 5                |                  |                |             |             |           |              |                  |       |  |
|  | Selección de la Serie A Amateur     | 3                |                  |                |             |             |           |              |                  |       |  |
|  | Selección de la Serie A Amateur     | 3                |                  | Magallanes     | 5           |             |           |              |                  |       |  |
|  |                                     |                  |                  | Magallanes     | 5           |             |           |              |                  |       |  |
|  |                                     |                  | Colo-Colo        | 2              |             |             |           |              |                  |       |  |
|  | Colo-Colo                           | 5                | Colo-Colo        | 2              |             |             |           |              |                  |       |  |
|  | Colo-Colo                           | 5                |                  |                |             |             |           |              |                  |       |  |
|  | Selección de la Serie B Profesional | 2                |                  |                |             |             |           |              |                  |       |  |
|  | Selección de la Serie B Profesional | 2                |                  |                |             |             |           | Magallanes   | 2                |       |  |
|  |                                     |                  |                  |                |             |             |           | Magallanes   | 2                |       |  |
|  |                                     |                  | Audax Italiano   | 0              |             |             |           |              |                  |       |  |
|  | Santiago Morning                    | 4                | Audax Italiano   | 0              |             |             |           |              |                  |       |  |
|  | Santiago Morning                    | 4                |                  |                |             |             |           |              |                  |       |  |
|  | Unión Española                      | 2                |                  |                |             |             |           |              |                  |       |  |
|  | Unión Española                      | 2                |                  | Audax Italiano | 1           |             |           | Tercer lugar | Tercer lugar     |       |  |
|  |                                     |                  |                  | Audax Italiano | 1           |             |           | Tercer lugar | Tercer lugar     |       |  |
|  |                                     |                  | Santiago Morning | 0              |             |             |           |              |                  |       |  |
|  | Audax Italiano                      | 6                | Santiago Morning | 0              |             |             | Colo-Colo | 4            |                  |       |  |
|  | Audax Italiano                      | 6                |                  |                |             |             | Colo-Colo | 4            |                  |       |  |
|  | Badminton                           | 1                |                  |                |             |             |           |              | Santiago Morning | 2     |  |
|  | Badminton                           | 1                |                  |                |             |             |           |              | Santiago Morning | 2     |  |
|  |                                     |                  |                  |                |             |             |           |              |                  |       |  |

### Primera fase
| Campeonato de Apertura de Chile 1937 Primera fase; 18 de abril de 1937 | Magallanes                             | 5:3             | Selección de la Serie A Amateur | Estadio Santa Laura, Independencia, Santiago (Chile) |                         |
|                                                                        | Ogaz 22', 26', 39' · Avendaño 51', 64' | ( 3:2 ) Reporte | Cossio (pen.)                   | Árbitro(s): Juan Zablah                              | Árbitro(s): Juan Zablah |

| Campeonato de Apertura de Chile 1937 Primera fase; 18 de abril de 1937 | Colo-Colo                                             | 5:2             | Selección de la Serie B Profesional | Estadio Santa Laura, Independencia, Santiago (Chile) |                             |
|                                                                        | Arancibia 5' (pen.), 20', 65' · León 70' · Zamora 75' | ( 2:2 ) Reporte | Becerra 11' · Medina 38'            | Árbitro(s): Isaías González                          | Árbitro(s): Isaías González |

| Campeonato de Apertura de Chile 1937 Primera fase; 18 de abril | Santiago Morning        | 4:2             | Unión Española              | Estadio de Carabineros, Santiago de Chile |  |
|                                                                | Toro · Aurelio González | ( 1:1 ) Reporte | Carvajal · Emilio Goncálvez |                                           |  |

| Campeonato de Apertura de Chile 1937 Primera fase; 18 de abril | Audax Italiano                   | 6:1             | Badminton | Estadio de Carabineros, Santiago de Chile |                   |
|                                                                | Hernán Bolaños · Óscar Bolaños · | ( 4:1 ) Reporte | Miranda   | Árbitro(s): Gómez                         | Árbitro(s): Gómez |

### Semifinales
| Campeonato de Apertura de Chile 1937 Semifinales; 25 de abril de 1937 | Magallanes                                        | 5:2             | Colo-Colo                          | Estadio Militar, Santiago (Chile)                      |                                                        |
|                                                                       | Ogaz 8', 13', 71' · Farfán 22' (pen.), 34' (pen.) | ( 4:2 ) Reporte | Arancibia 15' (pen.) · Carmona 32' | Asistencia: 8.000 espectadores Árbitro(s): Juan Zablah | Asistencia: 8.000 espectadores Árbitro(s): Juan Zablah |

| Campeonato de Apertura de Chile 1937 Semifinales; 25 de abril de 1937 | Audax Italiano                                           | 4:3                  | Santiago Morning          | Estadio Militar, Santiago (Chile) |                                |
|                                                                       | Avilés · Hernán Bolaños · Óscar Bolaños · Arancibia 102' | ( 0:2, 3:3 ) Reporte | Aurelio González · Aranda | Asistencia: 8.000 espectadores    | Asistencia: 8.000 espectadores |

### Tercer lugar
| Campeonato de Apertura de Chile 1937 Tercer lugar; 2 de mayo de 1937 | Colo-Colo                                | 4:2             | Santiago Morning | Estadio Santa Laura, Independencia, Santiago (Chile) |                    |
|                                                                      | Arancibia (pen.) (pen.) · Araya · Zamora | ( 2:1 ) Reporte | Alonso · Toro    | Árbitro(s): Vargas                                   | Árbitro(s): Vargas |

### Final
|       | POR | Eugenio Soto     |  |
|       | DEF | Baeza            |  |
|       | DEF | Jorge Córdova    |  |
|       | MED | Julio Córdova    |  |
|       | MED | Damaceno Morales |  |
|       | MED | Luis Ponce       |  |
|       | DEL | Lorca            |  |
|       | DEL | Evaristo Flores  |  |
|       | DEL | Guillermo Ogaz   |  |
|       | DEL | José Avendaño    |  |
|       | DEL | Fernando Farfán  |  |
| D. T. |     |                  |  |

|       | POR   | Luis Cabrera      |  |
|       | DEF   | Ascanio Cortés    |  |
|       | DEF   | Máximo Fischer    |  |
|       | MED   | Enrique Araneda   |  |
|       | MED   | Guillermo Riveros |  |
|       | MED   | Guillermo Gornall |  |
|       | DEL   | Moisés Avilés     |  |
|       | DEL   | Óscar Bolaños     |  |
|       | DEL   | Hernán Bolaños    |  |
|       | DEL   | Carlos Giudice    |  |
|       | DEL   | Tomás Ojeda       |  |
| D. T. | D. T. | Carlos Giudice    |  |

| 9' · 19' | Fernando Farfán Lorca | 1-0 2-0 |

| Principal | José Gámez |

|       | POR | Eugenio Soto     |  |
|       | DEF | Baeza            |  |
|       | DEF | Jorge Córdova    |  |
|       | MED | Julio Córdova    |  |
|       | MED | Damaceno Morales |  |
|       | MED | Luis Ponce       |  |
|       | DEL | Lorca            |  |
|       | DEL | Evaristo Flores  |  |
|       | DEL | Guillermo Ogaz   |  |
|       | DEL | José Avendaño    |  |
|       | DEL | Fernando Farfán  |  |
| D. T. |     |                  |  |

|       | POR   | Luis Cabrera      |  |
|       | DEF   | Ascanio Cortés    |  |
|       | DEF   | Máximo Fischer    |  |
|       | MED   | Enrique Araneda   |  |
|       | MED   | Guillermo Riveros |  |
|       | MED   | Guillermo Gornall |  |
|       | DEL   | Moisés Avilés     |  |
|       | DEL   | Óscar Bolaños     |  |
|       | DEL   | Hernán Bolaños    |  |
|       | DEL   | Carlos Giudice    |  |
|       | DEL   | Tomás Ojeda       |  |
| D. T. | D. T. | Carlos Giudice    |  |

| 9' · 19' | Fernando Farfán Lorca | 1-0 2-0 |

| Principal | José Gámez |

|       | POR | Eugenio Soto     |  |
|       | DEF | Baeza            |  |
|       | DEF | Jorge Córdova    |  |
|       | MED | Julio Córdova    |  |
|       | MED | Damaceno Morales |  |
|       | MED | Luis Ponce       |  |
|       | DEL | Lorca            |  |
|       | DEL | Evaristo Flores  |  |
|       | DEL | Guillermo Ogaz   |  |
|       | DEL | José Avendaño    |  |
|       | DEL | Fernando Farfán  |  |
| D. T. |     |                  |  |

|       | POR   | Luis Cabrera      |  |
|       | DEF   | Ascanio Cortés    |  |
|       | DEF   | Máximo Fischer    |  |
|       | MED   | Enrique Araneda   |  |
|       | MED   | Guillermo Riveros |  |
|       | MED   | Guillermo Gornall |  |
|       | DEL   | Moisés Avilés     |  |
|       | DEL   | Óscar Bolaños     |  |
|       | DEL   | Hernán Bolaños    |  |
|       | DEL   | Carlos Giudice    |  |
|       | DEL   | Tomás Ojeda       |  |
| D. T. | D. T. | Carlos Giudice    |  |

| 9' · 19' | Fernando Farfán Lorca | 1-0 2-0 |

| Principal | José Gámez |

|       | POR | Eugenio Soto     |  |
|       | DEF | Baeza            |  |
|       | DEF | Jorge Córdova    |  |
|       | MED | Julio Córdova    |  |
|       | MED | Damaceno Morales |  |
|       | MED | Luis Ponce       |  |
|       | DEL | Lorca            |  |
|       | DEL | Evaristo Flores  |  |
|       | DEL | Guillermo Ogaz   |  |
|       | DEL | José Avendaño    |  |
|       | DEL | Fernando Farfán  |  |
| D. T. |     |                  |  |

|       | POR   | Luis Cabrera      |  |
|       | DEF   | Ascanio Cortés    |  |
|       | DEF   | Máximo Fischer    |  |
|       | MED   | Enrique Araneda   |  |
|       | MED   | Guillermo Riveros |  |
|       | MED   | Guillermo Gornall |  |
|       | DEL   | Moisés Avilés     |  |
|       | DEL   | Óscar Bolaños     |  |
|       | DEL   | Hernán Bolaños    |  |
|       | DEL   | Carlos Giudice    |  |
|       | DEL   | Tomás Ojeda       |  |
| D. T. | D. T. | Carlos Giudice    |  |

| 9' · 19' | Fernando Farfán Lorca | 1-0 2-0 |

| Principal | José Gámez |

## Campeón
El campeón del Campeonato de Apertura de Chile 1937 se adjudicó la Copa Apertura Aliviol.
| Chile                |
| Magallanes 1º título |

## Goleadores
| Nombre           | Equipo     | Goles |
| ---------------- | ---------- | ----- |
| Guillermo Ogaz   | Magallanes | 6     |
| Manuel Arancibia | Colo-Colo  | 6     |
| Artemio Zamora   | Colo-Colo  | 2     |